# بيتر دونكان (سياسي)
بيتر دونكان (بالإنجليزية: Peter John Keith Duncan)‏ هو محامي وسياسي أسترالي، ولد في 1945 بملبورن في أستراليا. حزبياً، نشط في حزب العمال الأسترالي وحزب العمال الأسترالي (فرع جنوب أستراليا) ‏.

## مناصب
- انتخب وزير الصحة (15 مارس 1979 – 18 سبتمبر 1979).
- انتخب Minister of Prices and Consumer Affairs ‏ (9 أكتوبر 1975 – 15 مارس 1979).
- انتخب Attorney-General of South Australia [الإنجليزية]‏ (9 أكتوبر 1975 – 15 مارس 1979).
- انتخب عضو مجلس النواب الأسترالي عن دائرة Division of Makin [الإنجليزية]‏ (1 ديسمبر 1984 – 2 مارس 1996).
- انتخب عضو مجلس النواب جنوب أستراليا من الجمعية عن دائرة Electoral district of Elizabeth (South Australia) [الإنجليزية]‏ وقد انضم خلال فترته النيابية (10 مارس 1973 – 25 أكتوبر 1984)  للكتلة البرلمانية حزب العمال الأسترالي (فرع جنوب أستراليا) [الإنجليزية]‏.